# العلاقات الجزائرية العمانية
العلاقات الجزائرية العمانية هي العلاقات الثنائية التي تجمع بين الجزائر وسلطنة عمان.
في سنة 2025، أكدت السلطنة على هشاشة التموقف الجزائري في قضية الصحراء المغربية، وذلك بعد الزيارة الرسمية التي قام بها  سلطان عمان هيثم بن طارق  إلى الجزائر.

## مقارنة بين البلدين
هذه مقارنة عامة ومرجعية للدولتين:
| وجه المقارنة                                              | الجزائر                      | سلطنة عمان    |
| --------------------------------------------------------- | ---------------------------- | ------------- |
| المساحة (كم2)                                             | 2.38 مليون                   | 309.50 ألف    |
| عدد السكان (نسمة)                                         | 38.81 مليون                  | 4.64 مليون    |
| الكثافة السكانية (ن./كم²)                                 | 16.31                        | 14.99         |
| العاصمة                                                   | الجزائر                      | مسقط          |
| اللغة الرسمية                                             | اللغة العربية، لغات أمازيغية | اللغة العربية |
| العملة                                                    | دينار جزائري                 | ريال عماني    |
| الناتج المحلي الإجمالي (بليون دولار)                      | 170.37 مليار                 | 72.64 مليار   |
| الناتج المحلي الإجمالي (تعادل القوة الشرائية) بليون دولار | 582.63 مليار                 | 179.49 مليار  |
| الناتج المحلي الإجمالي الاسمي للفرد دولار أمريكي          | 4.21 ألف                     | 15.55 ألف     |
| الناتج المحلي الإجمالي للفرد دولار أمريكي                 | 14.19 ألف                    | 38.63 ألف     |
| مؤشر التنمية البشرية                                      | 0.745                        | 0.793         |
| رمز المكالمات الدولي                                      | +213                         | +968          |
| رمز الإنترنت                                              | .dz                          | عمان          |
| المنطقة الزمنية                                           | ت ع م+01:00                  | ت ع م+04:00   |

## منظمات دولية مشتركة
يشترك البلدان في عضوية مجموعة من المنظمات الدولية، منها:
| علم المنظمة | اسم المنظمة                                 | تاريخ انضمام الجزائر | تاريخ انضمام سلطنة عمان |
| ----------- | ------------------------------------------- | -------------------- | ----------------------- |
|             | وكالة ضمان الاستثمار متعدد الأطراف          | 4 يونيو 1996         | 1989                    |
|             | الأمم المتحدة                               | 8 أكتوبر 1962        | 7 أكتوبر 1971           |
|             | الفريق المعني برصد الأرض                    | 2005                 | ?                       |
|             | جامعة الدول العربية                         | 16 أغسطس 1962        | 1971                    |
|             | صندوق النقد العربي                          | ?                    | ?                       |
|             | منظمة التعاون الإسلامي                      | ?                    | 1970                    |
|             | منظمة حظر الأسلحة الكيميائية                | ?                    | ?                       |
|             | منظمة التجارة العالمية                      | ?                    | 2000                    |
|             | منظمة الشرطة الجنائية الدولية               | ?                    | ?                       |
|             | الصندوق العربي للإنماء الاقتصادي والاجتماعي | ?                    | ?                       |
|             | مؤسسة التنمية الدولية                       | 26 سبتمبر 1963       | 1973                    |
|             | يونسكو                                      | 15 أكتوبر 1962       | 10 فبراير 1972          |
|             | الاتحاد البريدي العالمي                     | ?                    | ?                       |
|             | البنك الدولي للإنشاء والتعمير               | 26 سبتمبر 1963       | 1971                    |
|             | المنظمة الهيدروغرافية الدولية               | ?                    | ?                       |
|             | المصرف العربي للتنمية الاقتصادية في أفريقيا | ?                    | ?                       |
|             | الاتحاد الدولي للاتصالات                    | 3 مايو 1963          | 28 أبريل 1972           |
|             | مؤسسة التمويل الدولية                       | 23 سبتمبر 1990       | 1973                    |
|             | المركز الدولي لتسوية المنازعات الاستشارية   | 22 مارس 1996         | 1995                    |

## وصلات خارجية
- موقع وزارة الخارجية الجزائرية
- موقع وزارة الخارجية العمانية